# Conquista otomana de Adrianópolis
Adrianópolis (la moderna Edirne, hoy en Turquía), una de las principales ciudades bizantinas de Tracia, fue conquistada por los  turcos otomanos en algún momento de la década de 1360 y, finalmente, se convirtió en la capital otomana, hasta la caída de Constantinopla en 1453. Resultó una victoria táctica del emir Murad I en tiempos del emperador bizantino Juan V Paleólogo, siendo el inicio del fin de la presencia bizantina en los Balcanes. Poco después de la toma de la ciudad, los otomanos trasladaron su capital desde Bursa a Edirne, lo que permitió una ubicación central desde la que lanzar ataques que colapsaron las potencias de Serbia y Bulgaria.  

## Contexto
Tras la captura de Gallipoli por los otomanos en 1354, la expansión turca en los Balcanes meridionales fue rápida. Aunque tuvieron que detener su avance durante el secuestro de Şehzade Halil entre 1357-1359, después del rescate de Halil reanudaron su avance. El objetivo principal del avance era Adrianópolis, que entonces era la tercera ciudad bizantina más importante (después de Constantinopla y Salónica). Ya fuese bajo el control otomano o como bandas de guerreros ghazi o akıncı independientes, los turcos tomaron Demotika (Didimótico) en 1360 o 1361 y Filibe (Philippopolis) en 1363. A pesar de que Bizancio recuperó Gallipoli en la Cruzada saboyana en 1366, un número creciente de guerreros turcomanos cruzaron desde Anatolia a Europa, adquiriendo gradualmente el control de las llanuras de Tracia y avanzando hacia las montañas de Ródope en el oeste y los principados búlgaros en el norte.

## Captura de Adrianópolis
La fecha de la caída de Adrianópolis ante los turcos ha sido discutida entre los eruditos debido a los diferentes relatos del material de origen, siendo propuestos los años 1361 a 1362, 1367 y 1371. Siguiendo fuentes que datan de mucho después de los eventos, los primeros estudios generalmente dataron la conquista entre 1361 y 1363,  de acuerdo con un informe en fuentes otomanas de que un eclipse solar había ocurrido en el año de la caída de Adrianópolis. Así, fuentes turcas posteriores informan que Lala Shahin Pasha derrotó al gobernante bizantino (tekfur) de la ciudad en una batalla en  Sazlıdere al sureste de la ciudad, lo que lo obligó a huir en secreto en barco. Los habitantes, abandonados a su suerte, acordaron entregar la ciudad en julio de 1362 a cambio de una garantía de libertad para seguir viviendo en la ciudad como antes.
Basándose en el examen de la historiadora griega Elizabeth Zachariadou de fuentes bizantinas previamente ignoradas, la mayoría de los eruditos modernos mantienen la opinión de que la ciudad fue capturada en 1369. Así, un poema del obispo metropolitano de la ciudad al emperador Juan V Paleólogo muestra que Adrianópolis todavía estaba en manos bizantinas en la Navidad de 1366, mientras que una serie de crónicas breves bizantinas sitúan la fecha de su captura en 1369. Además, los eruditos modernos opinan que la captura de Adrianópolis podría no haber sido llevada a cabo por los turcos otomanos, sino por otros entre los muchos grupos akinci que operaban independientemente en la región.

## Consecuencias
La ciudad, entonces rebautizada como Edirne, fue tomada y fue administrada durante algún tiempo por Lala Shahin Pasha, mientras que el sultán Murad I se mantenía en la corte en la antigua capital de Bursa y solo entró en la ciudad en el invierno de 1376/1377, cuando el emperador Andrónico IV Paleólogo (r. 1376-1379) cedió Gallipoli a Murad a cambio de su ayuda en una guerra civil dinástica.
Edirne no se convirtió inmediatamente en la capital de los otomanos; la corte de Murad siguió residiendo en Bursa y en la cercana Demotika, así como en Edirne. Sin embargo, la ciudad se convirtió rápidamente en el principal centro militar otomano en los Balcanes, y fue allí donde Süleyman Çelebi, uno de los aspirantes al trono otomano durante el Interregno otomano de 1402-1413, trasladó la tesorería del estado.
La conquista de Adrianópolis fue un punto de inflexión en la historia de los otomanos en Europa: antes de esto, los pueblos de los Balcanes los habían considerado como invasores transitorios, como tantos otros que les precedieron en los siglos anteriores. En cambio, la transformación de Adrianópolis en la nueva capital otomana de Edirne indicó a la población local que los otomanos tenían la intención de establecerse permanentemente en Europa. 